# I.P. Müller viser "Mit System"
|  | Denne artikel er oprettet af botten Steenthbot ud fra en ekstern database. Den kan derfor have sproglige fejl eller mangler. Denne skabelon kan fjernes efter kontrol af indholdet. |

I.P. Müller viser "Mit System" er en dansk dokumentarisk optagelse fra 1904 instrueret af Peter Elfelt.

## Handling
J.P. Müller demonstrerer sit gymnastiske øvelsessystem herunder diverse stående øvelser, mavebøjninger over stol og frottering. Nogle af optagelserne kan også ses i 'I.P. Müller I'.
Jørgen Peter Müller (1866-1938) var hygiejniker og idrætspioner. 1901-05 var han inspektør ved Vejlefjord sanatorium. Derefter virkede han udelukkende som agitator for legemesrøgt og var overvejende bosat i udlandet. Han opnåede verdensberømmelse med sin bog 'Mit System', der udkom i 1904. Her samlede han sine erfaringer, sine træningsmetoder og den levemåde, der førte til de bedste resultater. Hans system bestod af en række selvkonstruerede hjemmegymnastiske, enkle øvelser, hvori han afgørende brød med den da enerådende påvirkning fra svensk mandsgymnastik. 'Mit System' blev en enestående succes, oversat til 25 sprog, trykt i over halvanden mio. eksemplarer.

## Medvirkende
- J.P. Müller